# Ruisseau de Pont Lagorce
Le ruisseau de Pont Lagorce est un petit cours d'eau français du département de la Corrèze, affluent en rive droite du Brézou, et sous-affluent de la Vézère.

## Géographie
Le ruisseau de Pont Lagorce naît en Corrèze sur la commune d'Espartignac, à 428 mètres d'altitude, au sortir d'un étang situé au sud de la route départementale 1120, entre les lieux-dits le Rieux et le Bois Lafleur.
À trois kilomètres environ en aval, il passe sous l'autoroute A20 au lieu-dit Pont Lagorce et entre sur la commune de Vigeois. Il alimente l'étang de Poncharal (ou lac de Poncharal), une retenue de 15 hectares puis conflue, deux kilomètres plus loin, en rive droite du Brézou, à 275 mètres d'altitude, en amont du pont de Bleygeat.
Le ruisseau de Pont Lagorce est long de 9,5 kilomètres.

### Affluents
Le ruisseau de Pont Lagorce a cinq petits affluents sans nom répertoriés par le Sandre, le plus long avec 3,1 kilomètres se situant en rive droite, juste en aval de l'étang de Poncharal.

### Département et communes traversés
À l'intérieur du département de la Corrèze, le ruisseau de Pont Lagorce n'arrose que deux communes :  Espartignac et Vigeois.